# Pedro Friedhofen
Pedro Friedhofen (em alemão:  Peter Friedhofen) (Weitersburg, 25 de fevereiro de 1819 – Coblença, 21 de dezembro de 1860) foi um religioso católico alemão, fundador em 1850 da Congregação dos Irmãos da Misericórdia de Maria Auxiliadora. Em junho de 1985, o Papa João Paulo II o proclamou beato.
O Martirológio Romano coloca a sua festa litúrgica em 23 de junho.

## Biografia
Pedro Friedhofen nasceu em Weitersburg em 1819, perto de Coblença (Koblenz), às margens do rio Reno. Teve uma vida breve, marcada por grandes dificuldades e provações.
Aos dezoito meses de idade, o pequeno Pedro perde o pai. Aos nove anos sua mãe morre, precisando assim, trabalhar muito jovem. Interrompe o primário, a fim de aprender o ofício de limpador de chaminés, em viagens pelas cidades vizinhas, com Jakob (Jacó), seu irmão mais velho. Com a morte de Jakob, Pedro, com pouco mais de 20 anos, assumiu a responsabilidade por sua cunhada e os onze sobrinhos.
Para sustentar a 'nova' família, Pedro trabalha incessantemente como limpador de chaminés. Em seu trabalho, cantava hinos Marianos (“Amar a Maria”), que acreditava ser também, uma forma de oração. Era conhecido por sua fé, pela constante oração, leitura da Bíblia e profunda devoção à Nossa Senhora Auxiliadora.
Por sua devoção natural ao apostolado secular e o desejo de compartilhar seus ideais com os outros, Pedro, baseado no exemplo de São Luís Gonzaga, qual era também devoto, fundou a 'Fraternidade de São Luiz' sob rígidas normas e o consentimento do Bispo de Trier, em várias Paróquias da região, agregando rapazes com o mesmo ideal cristão.
Entretanto, o seu maior desejo era a fundação de uma ordem própria, baseado no maior dos mandamentos “Amar o próximo como a si mesmo”. Pedro  dava sequência ao seu ideal zelando pelos necessitados e doentes. Frequentou o convento dos Irmãos Alexianos, e neste período probatório, se via em contradição com suas convicções, em uma congregação onde regras e ideias se afastavam de sua visão de sobre caridade plena. 
Após muitas batalhas e decepções, profundamente tocado pela miséria dos doentes e idosos que visitava, aos 30 anos, Pedro, decidiu entregar-se inteiramente a Deus e ao serviço dos doentes.
Muda-se para Coblença (Koblez), em 1850, a procura de melhores condições para a a reestruturação da "Fraternidade de São Luiz", e  criação da nova ordem, enquanto desenvolvia seu trabalho em um hospital e convento. No mesmo ano, Pedro, apelidado de o bom samaritano funda a Congregação dos Irmãos da Misericórdia de Maria Auxiliadora , se instalando na cidade, onde a confiança da população e dos médicos contribuiu para a expansão da obra desses Irmãos dos doentes, como são chamados até hoje na Suíça.
A confiança e a crença na Congregação por parte do público e da comunidade médica cresceu, assim como crescia a filiação. Em 1852, o Padre Lorenzi aceitou os votos solenes de Pedro Friedhofen e mais um irmão, iniciando o noviciado dos 'Irmãos da Misericórdia'.
Sua grande atividade esgotou-o fisicamente, levando-o a falecer com apenas 41 anos, vítima de tuberculose, em 21 de dezembro de 1860.

## Irmãos da Misericórdia
Atualmente, os Irmãos da Misericórdia de Maria Auxiliadora estão presentes na Europa, na América Latina, em especial no Brasil (Maringá) e na Ásia, dirigindo hospitais, asilos para pessoas idosas e centros de reabilitação.

## Citação
”Nosso trabalho deve ser fruto de nossa inteligência, mas ainda mais da piedade e da paciência. Se soubermos sofrer e nos calar, experimentaremos o auxílio de Deus.”

## Beatificação
Foi declarado beato pelo Papa João Paulo II, em Roma, em 1985.